# Израелско-ливанска война (2006)
Израелско-ливанската война е двустранен въоръжен конфликт в Близкия изток, в който участват Израел, от едната страна, и военизираната шиитска групировка Хизбула, базирана в Ливан, от другата страна. Военните операции засягат предимно Северен Израел и Южен Ливан.
Кризата започва на 12 юли 2006 г., когато бойци на Хизбула пленяват двама израелски войници и убиват други трима. Израел обявява това за военен акт и обещава тежки последствия за Ливан. Израелските сили отговарят с военна офанзива в Ливан, разрушавайки части от енергийната и транспортната инфраструктура в страната, като акцентът на нападенията пада върху разбиването на магистралите, които според Израел се използват за транспортиране на ракети, изстрелвани от Южен Ливан, за да поразяват селищни центрове. Няколко дена след началото на израелските атаки лидерът на Хизбула Хасан Насрала обявява открита война.

## Хронология

### 12 юли
- Хизбула атакува конвой на израелските сухопътни части на около километър южно от границата – трима войници са убити, а други двама са пленени. Израел изпраща група от танкове, които да отцепят всички възможни пътища на север и да предотвратят изтеглянето на пленените войници към Северен Ливан. Един от танковете попада на скрита край пътя бомба, в резултат на което загива целият му екипаж от четирима. Още един израелски военнослужещ е убит от снайперисти близо час по-късно, което принуждава Израел временно да прекрати операцията и да изтегли своите сили от Южен Ливан.
- По същото време членове на Хизбула обстрелват град Шломи с ракети Катюша, ранявайки няколко души.

### 13 юли
- Израел започва пълна морска блокада на Ливан и бомбардира международното летище Рафик Харири в Бейрут, нанасяйки сериозни щети на основната сграда, петролните резервоари, както и пистите за излитане. Обект на бомбардировки стават и военната база Раяк в долината Бекаа близо до границата със Сирия, както и военно летище близо до Кулаят в северните части на Ливан. По-късно през деня израелските ВВС бомбардират и електростанция в Джие, на около 25 километра южно от столицата.
- В отговор на атаките Хизбула продължава да изсипва ракети в Северен Израел, този път използвайки снаряди от типа 9К51 БМ-21 Град срещу градовете Сафед и Нахария. Загиват двама, а 29 са ранени.

### 14 юли
- Хизбула продължава с обстрела на Северен Израел, стигайки до Хайфа – третият по големина град в Израел и най-голямото пристанище в държавата. Хасан Насрала заявява, че групата е готова за открита война с Израел и предупреждава, че предстои демонстрация на военните възможности на неговите бойци. Броени минути след това израелският кораб Ханит е ударен от иранска ракета С-802. При атаката загиват четирима моряци, а самият кораб понася значителни щети и бива изтеглен обратно до пристанище в Южен Израел. По-късно египетски цивилен кораб е ударен от втора ракета, вследствие на което потъва. Инцидентът се разминава без жертви, но Израел предполага, че втората ракета пропуска целта си – вероятно някой от другите кораби на израелските ВМС в района.
- Израел продължава с обстрела на летището в Бейрут, унищожава част от магистралата, свързваща столицата с Дамаск и бомбардира офисите на телевизия Ал – Манар, собственост на Хизбула. Въпреки атаката излъчването на програмата продължава, макар и с прекъсвания. В късните часове артилерията започва да обстрелва обекти в южните части на Ливан. Израелските премиер Ехуд Олмерт представя трите изисквания, за да спре офанзивата – изпълнение на резолюция 1559, прекратяване на ракетните атаки срещу Израел и освобождаване на пленените войници.
- Иранският премиер Махмуд Ахмадинеджад предупреждава, че всяка атака срещу Сирия ще бъде считана като атака срещу Иран и ще последва 'светкавичен и безмилостен отговор'.

### 15 юли
- Израелската авиация бомбардира четири от пристанищата в Бейрут, както и единствения фар на брега. В ранния следобед напълно е унищожена девететажната офис сграда на Хизбула в южните части на столицата, както и сгради на Хамас в околностите. Нито един от лидерите на двете групи не е ранен при атаките.
- В Южен Ливан след бомбардировки от страна на Израел загиват 35 цивилни граждани, а над 50 са ранени. Бомбардирани са Триполи, Джуние и Амшет, а при атака срещу комуникационни кули близо до Батрун загива един войник от редовната ливанска армия.
- Хизбула обстрелва Хайфа за втори пореден ден, убивайки 8 и ранявайки над 20.

### 16 юли
- Израел бомбардира различни обекти в околностите на Айтарун, вследствие на което загиват 45 души, между които и 7 канадци. Междувременно продължават и вече денонощните атаки в Южен Бейрут.
- Ракети на Хизбула достигат за първи път Назарет и Афула, нанасяйки сериозни материални щети и убивайки двама.

### 17 юли
- Най-малко 17 души са убити в Южен Ливан след поредния ден на бомбардировки от страна на израелските ВВС.
- Хизбула отговаря като изстрелва ракети срещу Атлит, почти 60 километра южно от границата. Късно вечерта ракети падат и в крайните квартали на Хайфа и Сафед, ранявайки двама.

### 18 юли
- 11 ливански войника загиват след атака срещу армейски сгради в Южен Ливан. По същото време над 10 ракети Катюша падат в централните части на Хайфа, ранявайки няколко души.

### 19 юли
- Хизбула отново удря Назарет, убивайки 2 деца. Израел отговаря с масирана бомбардировка на южните квартали на Бейрут, ранявайки над 20 души.

### 20 юли
- 4 израелски войника са убити и шестима са ранени след ожесточени битки с бойци на Хизбула на няколко километра северно от границата. Няколко часа след това два хеликоптера AH-64 Апачи се сблъскват по време на полет, убивайки един от пилотите и ранявайки другите трима.

### 21 юли
- Цивилните жертви в Ливан надхвърлят 300 души, Израел разпространява листовки с предупреждения към жителите на Южен Ливан, че сухопътна операция е възможна в близките дни и седмици. Над 6000 войници и няколкостотин танка заемат позиции само на километър южно от границата.
- Хизбула отново изстрелва ракети срещи градове в Северен Израел – само 40 минават границата, причинявайки сериозни щети, но без човешки жертви.

### 22 юли
- Над 160 ракети удрят Северен Израел, ранявайки 17 души в Хайфа и Сафед. Израел навлиза на няколко километра северно от границата и завладява селцето Марун ал Рас.

### 23 юли
- Над 100 ракети са изстреляни към Северен Израел – двама души загиват в Хайфа, а над 70 други са ранени в Кармиел, Акре, Тиберия и Кирят Шмона. Френският министър на външните работи е принуден да влезе в бомбоубежище по време на визитата си в Хайфа.
- Израел продължава да бомбардира Бейрут и Тир и за първи път поразява препълненият с бежанци Сидон. При атаките са убити 8 души, а над 100 са ранени.

## Международен отзвук
- Международна среща в Рим на 26 юли 2006 г. за намиране на изход от близкоизточната криза.

## Българите в Ливан

### Евакуация
19 юли – В 13:10 часа три автобуса със 105 души тръгват от българското посолство в Бейрут за сирийския град Халеб. Конвоят се придружава от две коли на посолството и два цивилни джипа на ливанските сили за сигурност.
На ГКПП Арида, в Сирия, трите автобуса са посрещнати от двама представители на българското посолство в Дамаск. Започва обработка на документите, която се осъществява по облекчена процедура по изричната молба на българската страна.
В нощта на 19 срещу 20 юли 2006 година – 27 български граждани пристигат от Ливан в гр. Ларнака, Кипър с два ферибота (френски и гръцки) от Бейрут.
На 20 юли в 10:40 часа 108 български граждани кацат на летище Варна с полет на „България еър“ от град Халеб. На сирийска територия към първоначалната група от 105 души са се присъединили още трима български граждани.
На 21 юли следобед от Бейрут към Сирия се евакуира втора група от 69 българи. Те пътуват с автобуси на фирма „Надя травъл“, собственост на българка, омъжена в Ливан. Според заместник външния министър Феим Чаушев, това е струва по около $400 на човек.
На 23 юли се организира трети конвой с автобуси от Бейрут до сирийския град Латакия. Той се състои от два автобуса с 80 души, към тях в Сирия се присъединяват още 11 души. Самолетът Латакия – Варна е на „Хемус Еър“ и е нает от д-р Сафи Харб, прокурист на банка „Запад-Изток“ 
Резултатите от организираната от МВнР евакуация са следните:
Общият брой на евакуираните: 300 души – български граждани и членове на техните семейства – деца и съпрузи. 268 от тях напускат по суша и въздух, а 32 – по море. От всички евакуирани 13 души остават в Кипър по свое решение, а останалите се прибират в България. Евакуацията е ръководена от Кризисен щаб на МВнР, оглавяван от заместник-министър Феим Чаушев.